# Zoltánfy István
Zoltánfy István (Deszk, 1944. szeptember 17. – Ausztria - Gattendorf, 1988. augusztus 13.) festőművész.

## Életútja
Általános iskolásként, Vlasics Károly és Tápai Antal segédlete mellett kezdett el foglalkozni képzőművészettel, eleinte főleg szobrászattal a Tábor utcai szabadiskolában. 1958-ban első díjas volt a Népszabadság országos gyermekrajz pályázatán. 1963 és 1967 között a szegedi  Juhász Gyula Tanárképző Főiskolán tanult, ahol mestere Vinkler László volt.  Főiskolás korában állított ki először, 1966-ban. 1968-tól 1988-ig tanított a szegedi Tömörkény István Gimnázium és Művészeti Szakközépiskolában.

### Halála
1988. augusztus 13-án nagyobbik lányával, Máriával, aki művészeti tagozatra járt a Tömörkényibe, Németországba indultak. Terveik szerint múzeumokat szerettek volna megtekinteni. Néhány kilométerre jártak a magyar határtól, amikor egy ittas osztrák sofőr hátulról beléjük hajtott. Ennek következtében Skoda 105-ös autójuk kigyulladt, Zoltánfy lánya kirepült a gépjárműből, és túlélte a balesetet, a vétlen festőművész pedig a helyszínen meghalt.

## Emlékezete
- 2000. szeptember 9-e óta a nevét viseli a deszki Zoltánfy István Általános Iskola.
- 2010-ben Szeged egy új utcája Zoltánfy István nevét kapta.
- 2014-ben leleplezték mellszobrát - Bánvölgyi László alkotását - a deszki iskola előtti téren.

## Díjak, elismerések
- 1969, 1972: a Szegedi Nyári Tárlat díjai;
- 1972: Délalföldi Tárlat - Koszta-emlékérem;
- 1973: Szeged város alkotói díja;
- 1974: Ifjúság Szegedért plakett
- 1978: Munkajutalom - Szegedi Nyári Tárlat
- 1979. Munkajutalom: Vásárhelyi Őszi Tárlat
- 1985: Juhász Gyula-díj;
- 1987: Szegedi Táblaképfestészeti Biennálé díja.
- 2016: Magyar Örökség Díj

## Egyéni kiállítások
- 1969 Sajtóház Klubja, Szeged
- 1969 Magyar Televízió - a tv galériája
- 1972 Mednyánszky Terem, Budapest
- 1974 Szőnyi Terem, Miskolc
- 1975 Gulácsy Terem Szeged

```
*1977 Képcsarnok győri bemutató terme
```

- 1977 Móra Ferenc Múzeum Képtára, Szeged
- 1978 Medgyessy Terem, Hódmezővásárhely
- 1981 Horváth E. Galéria, Balassagyarmat
- 1983 Népszabadság Sajtóklubja, Budapest
- 1984 Iskola Galéria, Budapest-Csepel • Medgyessy Terem, Debrecen
- 1985 Tamási Galéria
- 1986 Csontváry Terem, Budapest • Turku (FIN).
- 1989 Emlékkiállítás Móra Ferenc Múzeum Szeged
- 1990 Emlékkiállítás Vigadó Galéria Budapest
- 1998 Savaria Múzeum Szombathely
- 2004 Zoltánfy'60  Olasz Kulturális Intézet Szeged
- 2005 Grand Café Szeged
- 2005 Kis színház Szeged
- 2009 Életvonal. REÖK palota Szeged
- 2013 EDF Galéria Szeged
- 2014 Csend. Élet. Újpest Galéria, Budapest

## Válogatott csoportos kiállítások
- 1967 Szegedi képzőművészek tárlata, Magyar Nemzeti Galéria, Budapest
- 1969-1980 Szegedi Nyári Tárlatok, Móra Ferenc Múzeum Képtára, Szeged
- 1970-1971 Fiatal képzőművészek studiója kiállítások, Ernst Múzeum, Budapest
- 1972-1988 Délalföldi Tárlatok, Hódmezővásárhely, Szeged, Szentes
- 1973-1987 Vásárhelyi Őszi Tárlatok, Tornyai János Múzeum, Hódmezővásárhely
- 1975 Jubileumi képzőművészeti kiállítás  Műcsarnok, Budapest
- 1975 Képek és szobrok három évtized magyar művészetéből, Magyar Nemzeti Galéria, Budapest
- 1983-1987 Táblaképfestészeti Biennálék, Móra Ferenc Múzeum, Szeged
- 1986 Szeged képzőművészete, Móra Múzeum Képtára, Szeged.
- 2006 Im Memoriam  Ópusztaszeri Nemzeti Emlékpark
- 2013 A városháza rejtett kincsei,  REÖK palota  Szeged
- 2015 Rejtett kincsek - a megyei önkormányzat képzőművészeti gyűjteménye, REÖK palota Szeged

## Művek közgyűjteményekben
- Magyar Nemzeti Galéria, Budapest
- Móra Ferenc Múzeum, Szeged
- Tornyai János Múzeum, Hódmezővásárhely